# Операция «Перед рассветом»
Операция «Перед рассветом» (перс. عملیات والفجر مقدماتی‎) — эпизод ирако-иранской войны (6 февраля — 26 февраля 1983), была первой операцией, проведенной Ираном на территории Ирака.

## Предыстория
Иранцы изначально планировали провести наступление, чтобы таким образом отметить четвертую годовщину Исламской революции в Иране. В ходе операции планировалось вытеснить остатки Иракских сил с территории Ирана, захватить территорию вокруг города Эль-Амара, а позже и сам город. Захват Эль-Амары позволил бы Ирану нарушить передвижение войск и снабжения из Багдада в Басру.
Иранские силы состояли в основном из добровольцев «последнего резерва» Пасдарана и Басиджа, поддерживаемых двумя дивизиями армии Ирана. Иракские силы состояли по большей части из призывной пехоты, поддерживаемой танковыми бригадами Республиканской гвардии Ирака. Кроме этого, иракцы также удерживали три линии траншей, которые образовывали полукруг вокруг Эль-Амары.
Рельеф поля боя также добавлял сложности Ирану. Область вокруг Эль-Амары состояла из песчаных холмов и болот, которые образовывали открытую равнину.
Несмотря на неудобные условия для атаки, иранцы надеялись на успех операции, а Али Акбар Хашеми-Рафсанджани, Председатель Исламского консультативного совета Ирана говорил:
Народ ожидает, что это наступление станет заключительной военной операцией, которая определит судьбу региона.

## Битва
С началом операции «Перед рассветом» иранцы сфокусировались на центральном и северном секторах. Иран, используя 200 000 человек «последнего резерва» войск революционной гвардии, атаковал вдоль 40-километровго участка возле Эль-Амары, примерно в 200 км к юго-востоку от Багдада. Иракцы знали, что в центральном секторе произойдет неизбежное наступление иранских войск, однако не предприняли никаких попыток остановить его. В центре иранцы хотели захватить города Аш-Шабиб и Эль-Амара, а также добраться до автомагистралей, связывающих Багдад с Эль-Амарой и Басрой. На юге иранские силы, состоящие из двух пехотных и двух бронетанковых дивизий, трех пограничных полков, воздушно-десантного полка, дивизии Басидж и двух артиллерийских дивизионов попытались изолировать Басру от остальной части Ирака.
Иранцам противостоял иракский 4-й корпус, который состоял из двух пехотных, одной механизированной и двух танковых дивизий. Иранское наступление на Аш-Шабиб было остановлено из-за рельефа, состоящего из холмистых откосов, лесов и речных потоков, покрывающих путь к Эль-Амаре. Как только иранские силы достигли области вблизи Эль-Амары, их наступление было остановлено иракскими ВВС, которые уничтожили почти всю воздушную поддержку Ирана. Однако, несмотря на задержку наступления, иракские силы не смогли контратаковать и выбить иранцев на изначальные позиции. Позже иранцы окопались вдоль всей линии фронта с севера на юг, и хотя наступление Ирана было остановлено, это не привело к большому тактическому преимуществу Ирака, так как теперь иранские силы могли вести артиллерийский огонь с укрепленных позиций по Басре, Ханакину и Мандали.
К середине операции Тегеранское радио сообщило, что иранские силы освободили более 310 квадратных километров иранской территории (которая на самом деле была одной из спорных территорий Ирана). Однако реальность была намного более мрачной, так как Иран постоянно прибегал к тактике «человеческих волн», направляя слабо экипированных, плохо поддерживаемых и необученных солдат (включая подростков) прямо на хорошо укрепленные иракские траншеи, что в большей части случаев приводило к гибели сотен людей. Жители города Ахваз, в 160 км от линии фронта после операции сообщили, что их морг заполнен до краев телами погибших на поле боя.

## Последствия
В ходе операции «Перед рассветом» Ирану удалось вернуть 260 квадратных километров собственной территории (также часть спорной территории). Но после безрезультатной недели боевых действий Иран отказался от операции, добившись лишь минимальных успехов. Позже Али Акбар Хашеми-Рафсанджани отказался от своего прошлого заявления, сказав, что это наступление не было последним, на что надеялись люди. Эта победа также подняла боевой дух слабо мотивированным иракским войскам.
Иранцы понесли большие потери, расчищая минные поля и пробиваясь через иракские укрепления. Ирак использовал свой военно-морской флот и уничтожил иранские патрульные корабли в иранском порту Хор-Муса. В битве также хорошо себя показали Военно-воздушные силы Ирака, уничтожавшие иранские формирования в южном секторе. После операции «Перед рассветом» Иран продолжил использовать тактику «человеческих волн», однако старался уменьшить свои потери по сравнению с данной операцией.
После операции в центральном секторе продолжились ожесточенные бои и к концу 1983 года, по оценкам, погибли около 120 000 иранцев и 60 000 иракцев с начала войны. Несмотря на потери, Иран все же имел преимущество в войне на истощение.